# Visso
Visso é uma comuna italiana da região dos Marche, província de Macerata, com cerca de 1.173 habitantes. Estende-se por uma área de 100 km², tendo uma densidade populacional de 12 hab/km². Faz fronteira com Acquacanina, Castelsantangelo sul Nera, Cerreto di Spoleto (PG), Fiordimonte, Foligno (PG), Monte Cavallo, Pieve Torina, Preci (PG), Sellano (PG), Serravalle di Chienti, Ussita.
Faz parte da rede das Aldeias mais bonitas de Itália.

## Demografia
| Variação demográfica do município entre 1861 e 2011                               |
|                                                                                   |
| Fonte: Istituto Nazionale di Statistica (ISTAT) - Elaboração gráfica da Wikipedia |